# Hvězdotřpytící děvče v Dobříšských lesích
Hvězdotřpytící děvče v Dobříšských lesích (v německém originále Das Sternenmädchen im Maidlinger Walde, jindy též Die Sternenkönigin) je singspiel (romanticko-komická lidová pohádka se zpěvem) o třech dějstvích českoněmeckého skladatele Ferdinanda Kauera na libreto Leopolda Hubera. Její premiéru uvedlo 20. října 1801 vídeňské divadlo Theater in der Leopoldstadt.

## Vznik a charakteristika
Hudbu k romantickému singspielu Hvězdotřpytící děvče napsal skladatel Ferdinand Kauer. Ten zřejmě zahájil svou hudební kariéru v Divadle v Leopoldstadtu již při jeho založení roku 1781, působil jako první houslista a kapelník a přinejmenším od roku 1782 jako skladatel. Jeho prvním významnějším úspěchem byl Rytíř Willibald aneb Zlatý pohár (1793), k němž napsal text Karl Friedrich Hensler. Následně Kauer spolupracoval s Henslerem na řadě dalších děl, často vícedílných, jako byla série činoher Pěstní právo v Durynsku (Das Faustrecht in Thüringen, 1796/97) nebo celoevropsky úspěšná série zpěvoher Vodní žínka z Dunaje (Das Donauweibchen, 1798/1803), a její spin-off Lesní žínka (Das Waldweibchen, 1800). Autor libreta Leopold Huber (1766–1847), rodák z Mikulova a povoláním obchodník se železným zbožím, psal hry pro Divadlo v Leopoldstadtu od roku 1789, především lidové výpravné komedie v Henslerově duchu; existovaly rovněž dohady, že skutečným autorem přinejmenším některých z nich – včetně Hvězdotřpytícího děvčete – je Hensler a že si je Huber od něj pouze kupuje. Za skutečného autora této zpěvohry označil Henslera například významný vídeňský dramatik, divadelník a novinář Adolf Bäuerle. Od Henslera také Huber roku 1814 převzal vedení Divadla v Leopoldstadtu.
Hvězdotřpytící děvče využívá řady dějových i jevištních prvků, které se v Divadle v Leopoldstadtu v předchozím desetiletí osvědčily v Henslerových nebo Perinetových rytířských hrách. Zejména se zmíněnými „Vodní“ a „Lesní“ žínkou má řadu konkrétních podobností, zejména titulní nadpřirozenou ženskou bytost vystupující v různých převlecích (již hrála hvězda tehdejšího vídeňského předměstského divadla, Anna Gottliebová, 1774–1856), malého génia (dětskou) roli jako jejího pomocníka, lásku s překážkami mezi udatným rytířem a ctnostnou princeznou, jakož i komické role Kašpara a Taddädla, ve kterých jejich představitelé – Johann Joseph Laroche (1745–1806) a Anton Hasenhut (1766–1841) – v Divadle v Leopoldstadtu putovali z jedné hry do druhé. I Hvězdotřpytící děvče působilo na diváky zejména scénickými efekty, například změnami kulis i kostýmů na otevřeném jevišti. Děj je nesouvislý s množstvím odboček, písně jsou na něj navázány jen velmi volně a Kauerova hudba se vyznačuje blízkostí k pololidové nebo pouliční písni.

## Inscenační historie

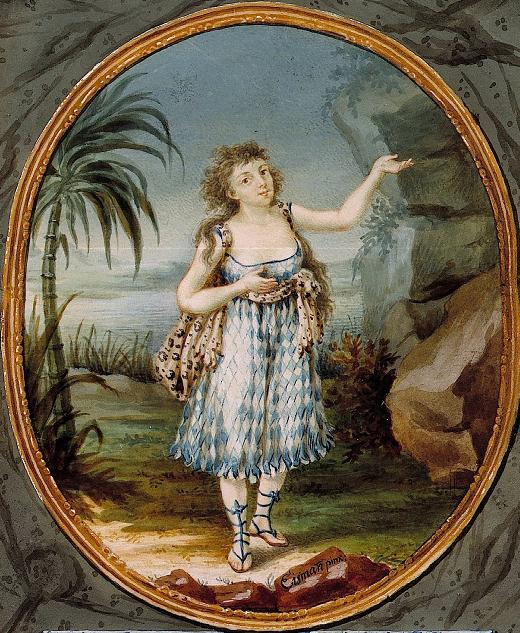
Anna Gottliebová, první představitelka Luciny ve Hvězdotřpytícím děvčeti, zde jako Azemie v Dalayracově opeře Divoši

Hvězdotřpytící děvče se hrálo v Divadle v Lepoldstadtu 42krát; již 8. listopadu 1801 jedno z představení slavnostně navštívil císař František II. i s císařovnou, korunním princem a arcivévodkyní Marií Luisou. Běh této zpěvohry ukončila roku 1806 smrt Johanna Laroche představujícího postavu Kaspara. Přesto z vídeňského lidového divadla nezmizelo, i když postupně nabíralo různé úpravy. Když dne 29. listopadu 1834 uvedlo novou inscenaci této zpěvohry Divadlo na Vídeňce, v níž Larochovu postavu hrál Johann Nepomuk Nestroy, byla již uváděna pro jistotu jako kus „s hudbou různých autorů“.
Dne 17. prosince 1804 měla tato zpěvohra premiéru v Královském divadle v Berlíně. Libreto upravil berlínský dramatik Julius von Voß pod novým názvem Die Sternenkönigin (Hvězdná královna). I když jako autor hudby byl stále uváděn Ferdinand Kauer, kritika poznamenávala, že „stejně dobře by bylo možné jmenovat Webera, Himmela, Righiniho a Wintera. Protože pouze předehra, sbory, které jsou skutečně charakteristické, kánon a několik melodických písní jsou od Kauera. Oproti tomu samotná Hvězdná královna (paní Schlucková [=Schicková]) zpívala zejména Weberovy kusy a zbrojnoš Kilian (pan Weizmann) mimo jiné hezkou árii od Himmela. I ostatní věci od Righiniho a Wintera (z jeho [opery Babylons] Pyramiden) byly výtečné.“ Kus se dával celkem patnáctkrát.
Z Voßovy úpravy vycházela i opera Das Sternenkönigin Petera Josepha von Lindpaintnera, „přepracování a zcela nová kompozice“, která měla premiéru 13. července 1815 v Mnichově (Divadlo u Isarské brány). C. M. von Weber si o této verzi poznamenal: „hudba pěkná, jinak ubohost“.
Po berlínském uvedení se Hvězdotřpytící děvče hrálo na řadě německých jevišť. U některých lze z použití názvu Hvězdná královna usuzovat, že použila berlínskou verzi (Lipsko 1805, Drážďany 23. dubna 1806, Vratislav 1811), jinde byl použit původní název, avšak není vždy jasné, zda a nakolik byla Huberova a Kauerova verze upravena: např. Frankfurt nad Mohanem roku 1805, Würzburg 23. dubna 1806, Kassel 1808, Královec 16. července 1810, Schwerin 15. března 1813 aj. U inscenací v Rakouském císařství (např. Lvov 19. května 1805) lze v zásadě předpokládat použití originálu. Přes nepřízeň intelektuální kritiky diváci tuto zpěvohru vítali s nadšením, jak dokládá zpráva recenzenta o uvedení ve Frankfurtu nad Mohanem: „Co k tomu mohu říci? Jestli se to dá nazvat ovacemi, když nevkusný text (sit venia!) s o nic lepší hudbou vítá galerie a část parketu tleskáním a bušením […], inu pak měla tato opera největší úspěch.“
Se zpožděním, až ve 20. letech 19. století, dorazilo Hvězdotřpytící děvče do Uher (v německojazyčné verzi). Například v Budapešti se hrálo poprvé 11. června 1820 a v Šoproni 2. března 1828.

### České země

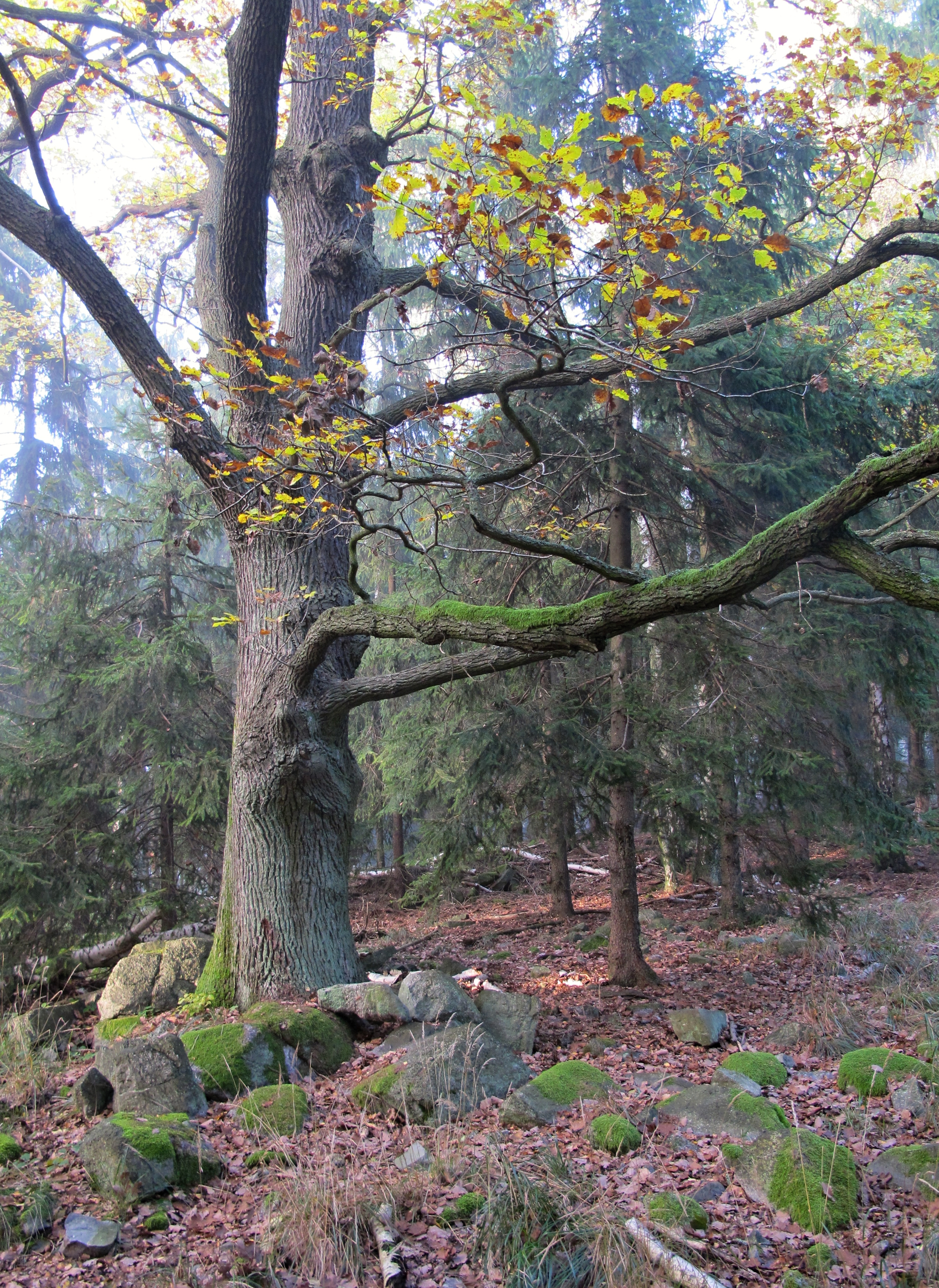
Dobříšské lesy

V Praze se Hvězdotřpytící děvče hrálo brzy po vídeňské premiéře. Jako první je plakátem doloženo představení divadelní společnosti Antona Gramse odpoledne dne 19. prosince 1802 v pražském Vlastenském divadle, které tehdy hrálo v domě U Hybernů. Jednalo se o provedení v českém překladu Jana Nepomuka Rouse. V české adaptaci je Hvězdotřpytící děvče lokalizováno do „dobříšských lesů“ a inzerováno jako „veliká hrdinsko-směšná zalíbená zpěvohra“. Titulní úlohu hrála Anna Hölzelová, vedle ní se představili její sestra Terezie Hölzelová jako Matilda, Johann Anton Ströbl jako její bratr hrabě Hugo, Mikuláš Alois Hölzl jako její nápadník rytíř Moryc, pan Beißinger jako hlavní padouch Sykmund, Friedrich Wilhelm Arnoldi jako Kašpar, pan Buschmann jako Kurt, pan Passer jako Kilian, slečna Schmidtová jako Rozka a J. N. Rous jako Tadyáš. Vlastenské divadlo bylo převzato Stavovským divadlem v březnu 1805 spolu se svým tehdejším působištěm, Malostranským divadlem, avšak česká představení Hvězdotřpytícího děvčete jsou následně doložena přímo ve Stavovském divadle (27. října a 10. listopadu 1805, 16. května 1806), zřejmě kvůli inscenačním nárokům. Na skutečnost, že tato zpěvohra byla hrána souběžně i v němčině, poukazuje zmínka, že ve Stavovském divadle v roli Taddädla v Hvězdotřpycícím děvčeti v červnu roku 1806 hostoval i její vídeňský představitel Anton Hasenhut.

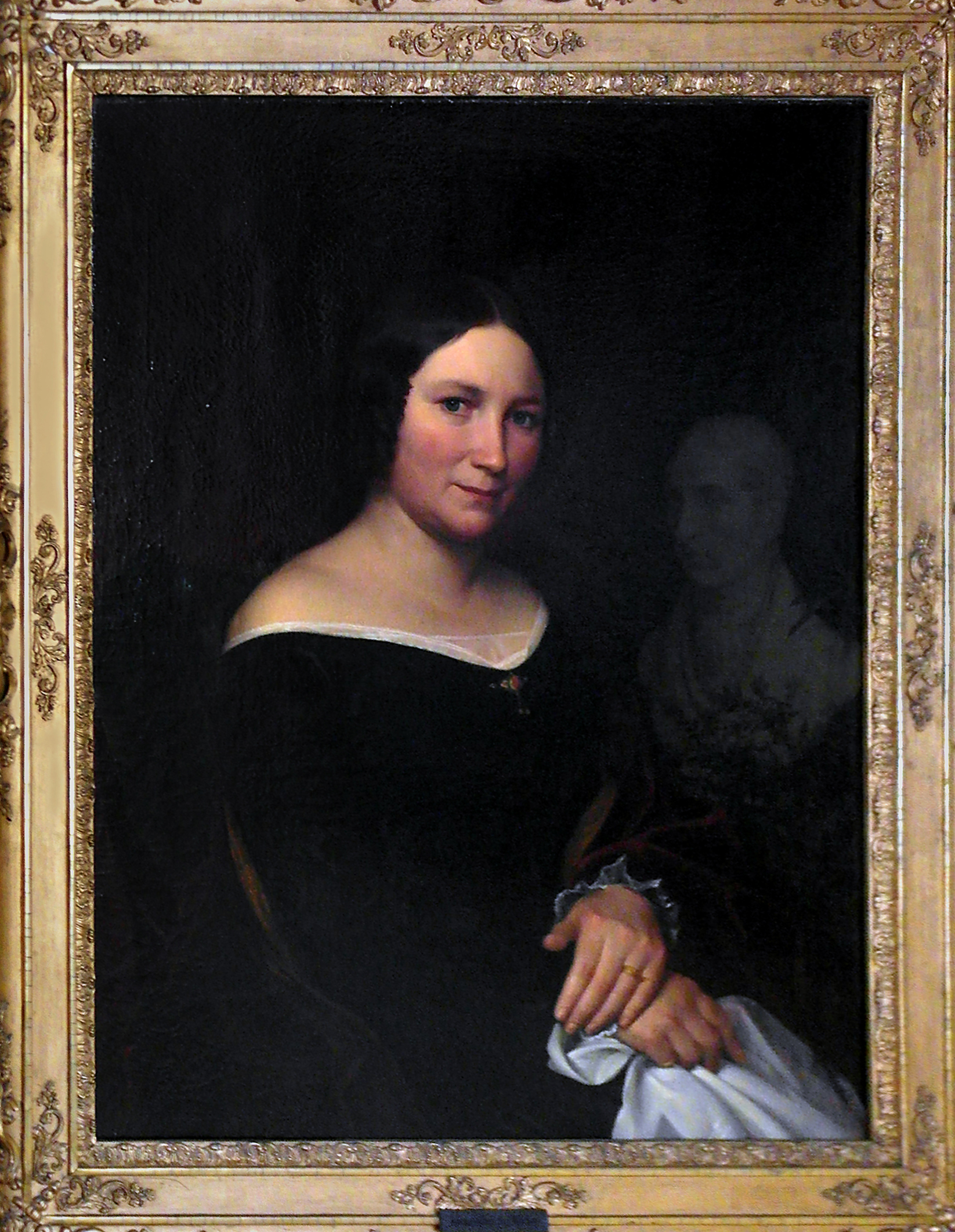
Caroline Brandtová, později von Weberová, hrála Lucindu v pražské inscenaci Hvězdotřpytícího děvčete v letech 1816–1817

Další pražská nastudování této zpěvohry (v němčině) spadají do doby, kdy operu Stavovského divadla řídil Carl Maria von Weber. Premiéra se konala 4. srpna 1816 a následovala řada dalších představení do září 1817. Weber v této verzi doplnil novou árii pro hlavní hrdinku Lucindu, již ztvárnila jeho pozdější manželka Carolina Elisabetha Antonia (Antonetta) Brandtová. (Tuto árii využil Weber v Čarostřelci pro Aniččinu árii Trübe Augen a poté i Gustav Mahler, když roku 1888 dopisoval Weberovu nedokončenou operu Tři Pintové). Vedle Brandtové tehdy hráli Ludwig Reineke jako Hugo, Christine Karoline Böhlerová(-Genastová) jako Mathilde, Carl Peter Bolze jako Moritz, Joseph Allram jako Kaspar, Friedrich Wilhelmi jako Siegmund, Johann August Stöger jako Kurt, Josef Wolfgang Kainz jako Kilian, Babettle Allramová jako Rosine a Johann Daniel Ludwig Löwe jako Taddädl.
Když bylo Hvězdotřpytící děvče opětovně uvedeno na jeho repertoár 25. ledna 1828, domníval se tisk, že jde o „druh hry, který už dosti neodpovídá době a nemůže se líbit“, i když zejména Margarethe Binderová v titulní roli a Franz Feistmantel jako Taddädl „sklidili burácivý potlesk“. O posledním nastudování si hudebník Josef Proksch poznamenal: „Dne 10. t. m. [= 10. února 1839] byl opět učiněn pokus se starou lidovou zpěvohrou, Sternenmädchen im Waidlinger Walde, a opět s žalostným úspěchem. Přece jen bude pravda, že něco takového už nemůže zapůsobit; nejen že k tomu chybějí oni staří zpěváci, ale hlavně k tomu, myslím, chybějí ony «staré časy».“
V němčině uvedlo Hvězdotřpytící děvče rovněž městské divadlo v Brně. Premiéra se tam konala 8. října 1810.

## Postavy
- Lucinda (Lucinde), hvězdotřpytící děvče v všelikých podobách
- Minny, strážný bůžek
- Hrabě Hugo Lewentálský (Hugo von Löwenthal)
- Matilda (Mathilde), jeho sestra
- Moryc Wyldenštaynský (Moritz von Wildenstein), svobodný rytíř
- Kašpar (Kaspar/Käsperle), Morycův zbrojoš
- Sykmund, hrabě Šrekenštaynský (Sigmund von Schreckenstein)
- Kurt, Hugona zbrojnoš
- Kilian, zpěvák (minnesänger) na Hugonově hradě
- Rozka (Rosine), jeho dcera
- Tadyáš (Taddäus/Taddädl), pohunkův chlapík
- Wyho (Edmund), hradník (zbrojnoš)
- Dívka
- Duch Ottona Lewentálského
- Duch starého Wyldenštayna
- Malý génius
- Walther von Sellingen, Bruno von Thiernitz, Bernhard von Riesethal a Edmund von Burgach, rytíři a Hugonovi přátelé
- Dva pacholci, jezdci, zbrojnoši
- Rychtáři z panství, hlasatel
- Duchové, trpaslíci[33][24]

## Děj opery

### 1. dějství
(1. obraz – Komnata na hradě hraběte Huga Lewentálského) Matilda, sestra hraběte Hugona Lewentálského, spí na svém lůžku. Zní zpěv strážných duchů; malý génius věnčí Matildino lože a pak se objeví víla Lucinda v blankytně modrém hávu posetém hvězdami. Oznamuje, že Matildě hrozí nebezpečí, ale ona ji bude chránit a zasadí se o to, aby láska zvítězila nad všemi nástrahami. V pozadí se otevře scéna rytířského turnaje, na němž Sykmund, hrabě Šrekenštaynský, bojuje s rytířem Morycem Wyldenštaynským. Sykmund Moryce porazí a chystá se ho probodnout, ale malý génius mu zastaví ruku; obraz zmizí (introdukce – sbor duchů Dir droht gefaht – doch zittre nicht, recitativ a árie Lucindy Wie sanft sie schlummert … Die Macht, die mich umgiebt a turnajový sbor Es steige doch das frohe Getön).
Matilda se probouzí zděšena svým snem. Vstupují její bratr Hugo a Sykmund, kterého Hugo právě zve k turnaji na svém hradě. Hugo slíbil Sykmundovi Matildinu ruku, přestože se Matilda dříve s jeho svolením zaslíbila Morycovi, jejž miluje. Po odchodu mužů si Matilda zoufá, tím spíše, že Moryc se dosud nevrátil z cesty do Svaté země. Avšak zjeví se opět Lucinda a utěšuje ji, že ještě dnes Moryce uvidí; že ji čekají strasti, ale zachová-li si odvahu, bude jí pomoženo (árie Die Liebe, die mit festem Muthe).
Poté přijdou Hugonův zbrojnoš Kurt a zpěvák Kilian. Oba s Matildou sympatizují, ale bojí se, že její odpor nic nezmůže proti bratrovu úmyslu provdat ji za Sykmunda. Matilda jim vypráví o své ochranitelce a oba muži v ní poznávají z vyprávění známé „Hvězdotřpytící děvče“. Před více než sto lety byla tato dívka dcerou mocného rytíře, ale její milenec odtáhl do Jeruzaléma a tam jí byl nevěrný, takže dívka spáchala sebevraždu v Meidlinském lese a od té doby tam straší (balada Schon hundert und mehr Jahr).
(2. obraz – Jiná komnata na Hugonově hradě) Hugo si dal předvolat svého psovoda Tadyáše. Ten je zamilován do Kilianovy dcery Rozky, ale její otec pouhého pohůnka odmítá. Hugo Tadyášovi nabízí povýšení, odměnu a Rozku za ženu, pokud v lese u Vlčího dubu vyčká na Moryce a zabil ho nebo alespoň zneškodnil. Tadyáš souhlasí, přestože ho Rozka varuje, že se má vyvarovat spolků s čertem (duet Es ist mit dem Teufel kein Bissel zu spassen).

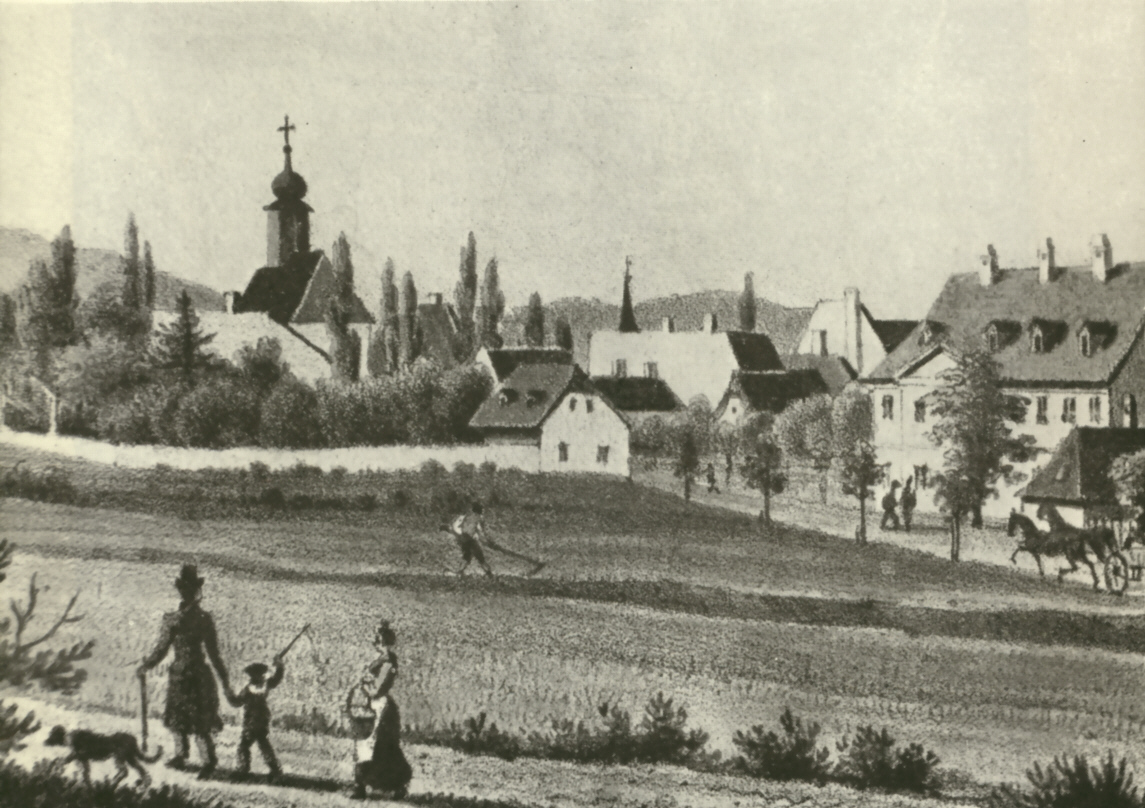
Meidling kolem roku 1830, Tobias Dionys Raulino

(3. obraz – Skalnatý les) Rytíř Moryc a jeho zbrojnoš Kašpar míří na Hugonův hrad, ale ztratili se v lese. Tu se jedna skála promění v chýši a z ní vyjde Lucinda v podobě pastýřky, která je ochotna jim ukázat cestu (kavatina Wenn Reisende sich in dem Wald). Vypráví jim, že se na hradě slaví svatba Matildy se Sykmundem, ale když tam chce Moryc vyrazit, Lucinda ho zadrží. Prozradí mu, že se na něho chystají vrahové, a ukryje ho ve své chýši – nikoli však Kašpara, který se musí schovat na stromě.
Tadyáš přivádí tlupu pacholků, aby vyčíhali a ubili Moryce. Když zaklepe na dveře chýše, vyjde z ní Lucinda v podobě maďarsky hovořícího chorvatského prodavače hus (píseň Leuteln! sagt's – was wollt's da haben). Nejprve se s nimi škádlí a pak jim všem přičaruje husí zobáky. Za zpěvu a tance chorvatských kluků, kteří se na ně vyhrnou s biči, je Tadyáš posazen na velkou husu a odjede na ní (sbor Hanja, manja goika).
(4. obraz – Komnata na Hugonově hradě) Matilda vyhlíží z okna na krásu přírody, ale hlavně na to, zda se neblíží Moryc. Hugo a Sykmund ji chtějí přesvědčit, aby přišla do hodovní síně, kde jsou shromážděni hosté, ale přinutí ji k tomu teprve hrozbou, že ji jinak bratr zavře do věže. Když Kurt a Kilian vidí, jak je jejich pán zcela v rukou padoucha Sykmunda, rozhodují se opustit Hugonovy služby a hledat nového pána. Objeví se Minny, chválí je za jejich záměr a radí jim, aby se převlékli za cizí zpěváky a zazpívali na svatební hostině píseň, kterou je naučí.
Tadyáš se vrací rád, že se zbavil husího zobáku, ale Rozka mu laje za to, k čemu se dal zlákat, a dává mu košem. Tadyáš se mrzí, ale doufá, že se pro něj najde nějaká jiná (píseň Ein Madel ist als wie n' Mühl). Hradník Edmind oznamuje Hugonovi, že se u brány ohlásili dva cizí zpěváci, aby zapěli na slavnosti, a Hugo je přikazuje uvést.
(5. obraz – Hodovní síň na Hugonově hradě) Hosté slaví nadcházející svatbu Matildy a Sykmunda, zpívají a tančí. Kilian a Kurt jim zpívají baladu o vraždě – ukáže se, že o dvojité vraždě otců Hugona a Moryce. Objeví se samotná Lucinda s výhledem do hrobky se dvěma rytíři probodenými dýkou. Vystupuje Moryc a chystá se vznést obvinění proti vrahovi svého otce, ale Hugo a Sykmund ihned viní z vraždy jeho a dávají ho uvrhnout do vězení (finále – sbor Willkommen in unserer Mitte, romance Einst tobte Sturm in der Natur a scéna Ha! mir zittern alle Glieder).

### 2. dějství

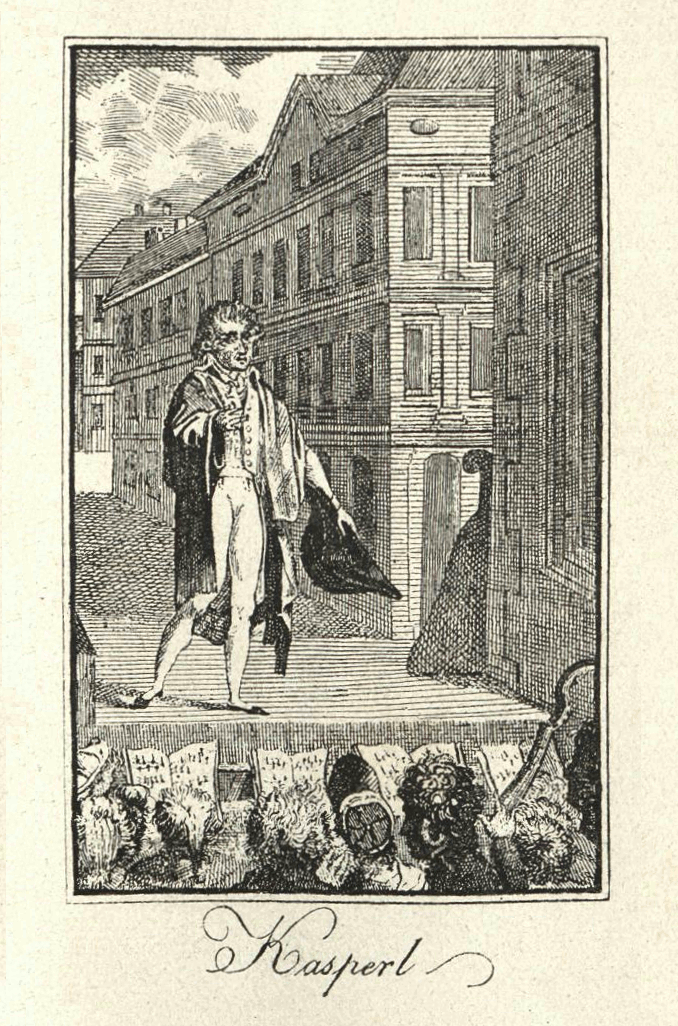
Johann Laroche jako Kašpar, rytina z roku 1804

(1. obraz – Podzemní kobka) Moryc je ukován v řetězech, ale dva hlasy duchů ho utěšují (duet Bald schlägt die feyerliche Stunde). Zjeví se Lucinda s malým géniem; Lucinda sundává Morycovi okovy a génius mu vrací jeho meč. Společně ho pak vyvádějí z vězení na svobodu. Lucinda připomíná, že straší jako trest za svou sebevraždu, a věří, že pomocí Morycovi, potomku svého zrádného milence, dojde její duch pokoje.
(2. obraz – Komnata na Hugonově hradě) Sykmund Hugonovi slibuje vedle již slíbené odměny jeden hrad a tři tisíce dukátů navíc, pokud dá Moryce místo soudu ve vězení zavraždit. Hugo souhlasí, ale oba muži jsou překvapeni zprávou, že vězeň zmizel. Hugo přikazuje Tadyášovi, aby Moryce našel a přivedl zpět na hrad – pokud tak učiní, dostane dříve slíbenou odměnu, ale pokud se mu to nepodaří, dá ho uvrhnout mezi hady. Tadyáš se chystá příkazu uposlechnout. Z komínu vystupuje Lucinda v podobě italského kominíčka a Tadyáše znovu marně varuje, aby proti Moritzovi nic nepodnikal (píseň Ich Spazzo Camino bin lustige Bübel).
(3. obraz – Les s náhrobkem v pozadí, měsíčná noc) Kašpar sedí na skále. K jeho překvapení se vrací Moryc a o něco později v průvodu Minny Matilda (píseň Minny Du hast nun dein Liebchen). Kašpar vyjadřuje nevoli nad zapojením kouzel, a je proto proměněn ve strom. Pak se však milenci musí skrýt do hrobky, když se blíží Tadyáš s jezdci hledajícími Moryce (sbor Durchsuchet Busch und Hecken). Najdou však jen strom, který Taydáše zpolíčkuje a nato se promění zpět v Kašpara. Snaží se od něj dozvědět, kde je Moryc, ale zastaví je zásah Lucindy. Ta vystoupí z hrobky a posílá na Tadyáše nejprve začarované lucerny – jednu větší než druhou – a poté duchy s medvědem, na němž Tadyáš odletí (sbor luceren Wir leuchten für ein kleines Geld).
Když je nebezpečí pryč, vracejí se Moryc a Matilda. Lucinda říká, že musí Matildu odvést zpět na hrad, ale ať neztrácejí naději a řídí se jejími pokyny. Kašpar Lucindě připomíná, že by také chtěl ženskou nebo alespoň něco podobného, a Lucinda mu přivádí ideální nevěstu – němou. Käsperle se raduje (píseň Ein Weibel, das blind ist).
(4. obraz – Komnata na Hugonově hradě) Kurt a Kilian chtějí tentokrát skutečně opustit Hugonův hrad a Lucinda jim ukazuje cestu k Morycovi, k němuž se mají dát do služby (tříhlasý kánon Gott schützt der Unterdrückten Recht).
(5. obraz – Jiná komnata na Hugonově hradě) Hugo se ptá portrétu svého otce, kdo ho zabil. Místo obrazu se ukáže nápis, že to byl Sykmund, ale Sykmund to Hugonovi opět vymluví. Tadyáš přináší zprávu o neúspěších pátrání po Morycovi. Sykmund navrhuje zvednout všechny padací mosty, aby se na hrad zvenčí nikdo nedostal, a urychleně vykonat jeho oddavky s Matildou. Tadyáš si představuje, jaká bude jednou jeho svatba (píseň Wenn wird der Taddädel denn Hochzeit mal haben).
(6. obraz – Matildina komnata na Hugonově hradě) Matilda čeká na nadpřirozenou pomoc. Génius ji upokojuje a přináší Kašpara. Ten je překvapen a děsí se, jestli ho tu najdou, přijde o hlavu. Lucinda přichází v podobě mladého rytíře a odvádí zpěčující se Matildu k oddavkám. Kašparovi Lucinda přikazuje, aby zůstal zde a nezradil svého pána, ani kdyby ho mučili, čímž ho ovšem nijak neuklidní (árie Hat man dich nur erst gefangen). Nakonec ho odnesou čtyři trpaslíci s obludou za Morycem se vzkazem, ať se hotoví k útoku na hrad, neboť se schyluje k Matildě svatbě.
(7. obraz – Rytířský sál s trofejemi na Hugonově hradě) Hosté připíjejí ženichovi a nevěstě. Tu se zjeví Lucinda. Všichni strnou a Lucinda svatbu zakazuje a bere Matildu pod svou ochranu. Zazní signál útoku na hrad, vypukne bouře, kolem sálu vzplane oheň, zřítí se klenba. Vyděšeným hostům ukáže Lucinda obraz Matildiny budoucnosti – v Morycově objetí (finále Die Freude haußt auf uns'rer Veste … Halt ein! du Vatermörder … Welch schreckliches Beben! … Nur Tugend lohnt mit reiner Liebe).

### 3. dějství

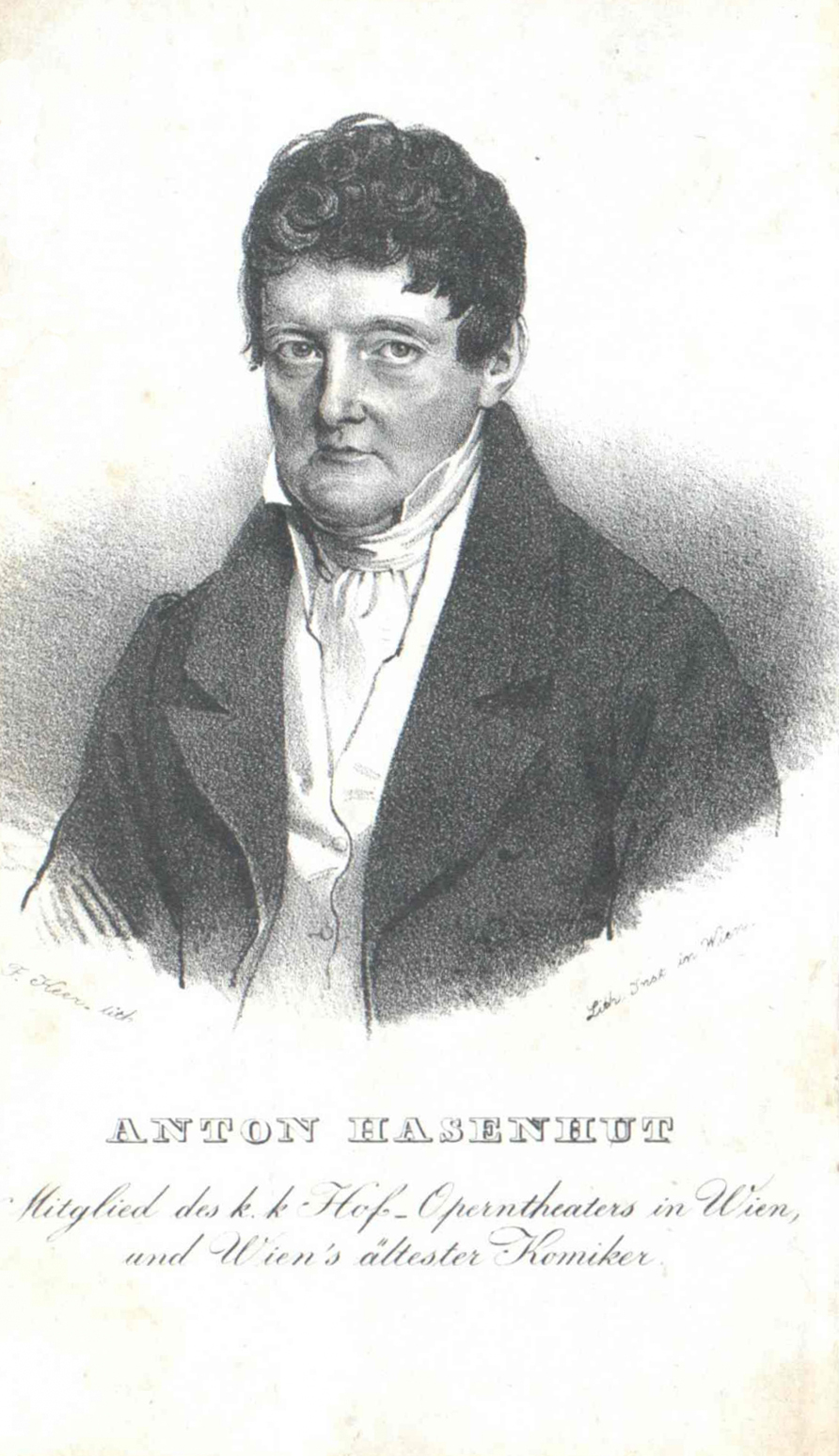
Anton Hasenhut, první Taddädl (Tadyáš) ve Hvězdotřpytícím děvčeti

(1. obraz – Les) Moryc a jeho přívrženci – mezi nimi Kurt a Kilian – se hotoví k dobytí Hugonova hradu (sbor Wir dienen der gerechten Sache). Po Morycově motivační řeči přináší Kašpar zprávu z hradu a Moryc vyzývá k útoku. Objeví se Minny a místo toho Moryce nabádá, aby obvinil Sykmunda z vraždy svého otce a vyzval ho k božímu soudu. Po jejich odchodu přicházejí Tadyáš a Rozka. Tadyáš se konečně rozhodl přejít na správnou stranu a Rozka ho bere na milost. Ne tak však její otec Kilian, který Tadyášovi ukládá, aby svou čest nejprve prokázal. A Tadyáš to hodlá udělat, protože jinak hrozí, že rod Tadyášů vymře (píseň Welch' Unglück! es stürben d'Taddädln ja aus).
(2. obraz – Předhradí Hugonova hradu) Minny přivedla Moryce a Kašpara před Hugonův hrad, Moryc ale neví, jak se dostat dovnitř. Z okna na ně volá Matilda a Kašpara napadne, že za ní může vylézt po skále; ta se s ním ale utrhne a spadne. Moryc běží pro své zbrojnoše a mezitím sbor permoníků vyprostí Kašpara zpod sutin – jednu část těla po druhé (sbor Grabt den Schutt nur auseinander). Kilian, Kurt a Tadyáš přibíhají. Tadyáš oplatí Kašparově hlavě políček – tu se ale objeví Kašpar z druhé strany živ a zdráv. Moryc přivádí z hradu Matildu. Hugo a Sykmund je následují, ale Moryc prohlašuje svůj nárok na Matildu i na Hugonovo služebnictvo, které se k němu přidává. Nato obviňuje Sykmunda z vraždy svého otce a vyzývá ho na boží soud. 
(3. obraz – Venkovská krajina s hájkem) Kvůli zmatku na hradě si Tadyáš sbalil ranec a rozhodl se odejít do ciziny, možná do Polska. Objeví se mu Lucinda v podobě polské dívky, a protože v Polsku je o muže nouze, ráda se prý provdá za Taddädla (duet Schöns Madel! gib dein Pratzerl her).
(4. obraz – Vyzdobené místo k božímu soudu, uprostřed leží dva muži v brnění) Hugo zahajuje soud. Moryc vznáší žalobu na Sykmunda, že zákeřně zavraždil jeho i Hugonova otce, byť přiznává, že nemá žádný důkaz. Pokud však boží soud určí, že Sykmund je nevinen, bude se s ním Moryc bít na život a na smrt. Sykmund zkoušku bez váhání podstupuje. Ty všechny pochodně vzplanou a pohasnou, oba obrněnci – totiž duchové Ottona Lewentálského a starého Wyldenštayna – vstanou, usvědčují Sykmunda z vraždy a propadnou se. Sykmund se chce probodnout, ale za hromů a blesků se objeví houf duchů a uprostřed plamenů ho odnesou vzduchem. Objeví se Lucinda jako jasný duch. Uklidňuje všechny přítomné, spojuje v manželství Matildu a Moryce a sama byla vysvobozena (finále – sbor duchů Du bist verloren – fort mit uns, melodram Lucindy a závěrečný sbor Triumph! es ist entscheiden).